# هينك نيجدام
هينك نيجدام (بالهولندية: Henk Nijdam)‏ (و. 1935 – 2009 م) هو دراج، ودراج على المضمار هولندي، ولد في هارين، شارك في طواف إسبانيا، وطواف فرنسا، والألعاب الأولمبية الصيفية 1960، توفي في بريدا، عن عمر يناهز 74 عاماً.

## روابط خارجية
- هينك نيجدام على موقع أرشيف الدراجات (الإنجليزية)
- هينك نيجدام على موقع إحصائيات الدراجات الإحترافية (الإنجليزية)
- هينك نيجدام على موقع CycleBase (الإنجليزية)
- هينك نيجدام على موقع أوليمبيديا (الإنجليزية)